# سد بروسيربينا
يقع السد الروماني بروسيربينا على بعد 4 كم شمال مدينة ماردة، في ولاية بطليوس من منطقة إكستريمادورا، في جنوب غرب إسبانيا.

## الخصائص
بُني السد سنة 130، في عهد الإمبراطور هادريان، و هو مبنى روماني شُيد على نهر الجوكين. كان يُستخدم لتزويد مدينة أوغستا امريتا (ماردة الحالية) بالمياه.
بعد سقوط الإمبراطورية الرومانية، لم يستخدم السد لإمداد المياه لمدينة أوغستا امريتا عبر الجسور المائية الرومانية  ولكن لأغراض أخرى، لذلك تمت صيانته عبر السنين.
هذا السد هو أكبر خزان ماء روماني  معروف حتى الآن. إذ يبلغ طوله  425 مترا وارتفاعه 21 مترا، ويسع حوالي 4 هيكتومتر متر مكعب.
لا يزال السد يعمل حتى اليوم. وهو يعد من أروع الأمثلة  للهندسة الرومانية في مجال إدارة المياه. 
إنضم هذا المبنى إلى قائمة التراث العالمي اليونسكو في عام 1993 كجزء من الموقع الأثري بماردة.

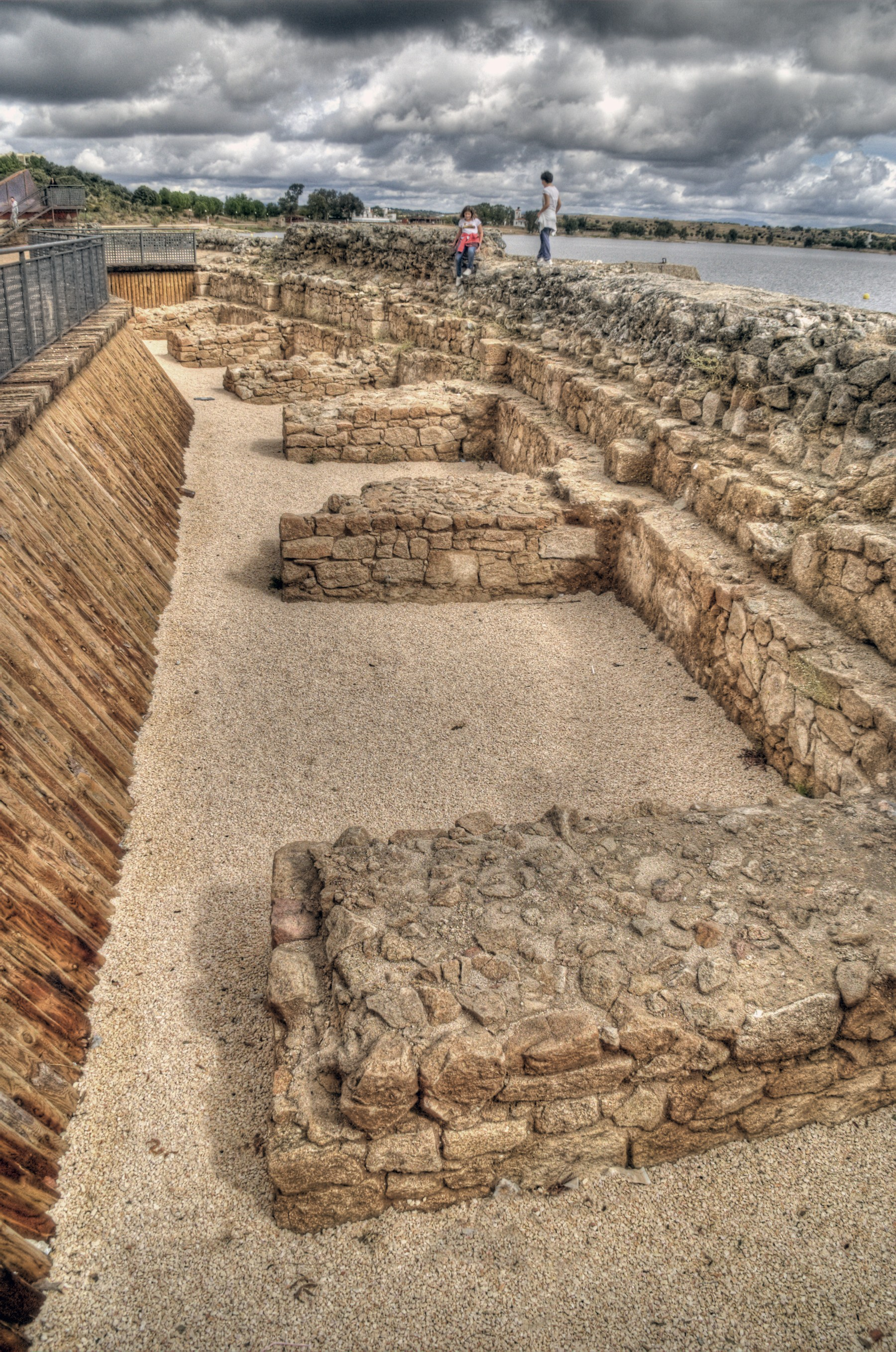
سد بروسيربينا